# Tomás Federico
Tomás Federico (Rafaela, 18 maggio 1998) è un calciatore argentino, centrocampista del Güemes (SdE).

## Caratteristiche tecniche
È un centrocampista centrale.

## Carriera
Cresciuto nel settore giovanile del San Martín (T), ha esordito in prima squadra il 24 febbraio 2019 disputando l'incontro di Primera División perso 2-1 contro il River Plate, entrando all'88'. Alla sua terza apparizione gioca per la prima volta da titolare, chiudendo la stagione d'esordio con 4 presenze in campionato e una nella Copa de la Superliga 2019.
Il 28 gennaio 2020 viene ingaggiato dalla società italiana dell'Avellino, militante nel campionato di Serie C 2019-2020 mediante prestito di diciotto mesi con opzione di acquisto a titolo definitivo. Portato in panchina a partire dalla 24ª giornata fino ai play-off promozione (con eliminazione al primo turno), non riesce a esordire nel calcio italiano e ad ottobre 2020, con la seconda stagione in Italia già iniziata, rescinde il contratto con l'Avellino.
Fa così ritorno in patria, all'Unión di Sunchales, squadra militante nel terzo livello piramidale. Dopo 3 presenze da subentrato, inizia a giocare titolare disputando complessivamente 27 partite con un gol all'attivo nella stagione 2021.
Per la stagione 2022 passa allo Sportivo Belgrano, sempre nella terza serie, dove è titolare collezionando 30 presenze nella stagione regolare del primo campionato disputato con questa maglia, più una partita ai play-off.

## Statistiche
Statistiche aggiornate al dicembre 2022.

### Presenze e reti nei club
| Stagione            | Squadra           | Campionato      | Campionato | Campionato | Coppe nazionali | Coppe nazionali | Coppe nazionali | Coppe continentali | Coppe continentali | Coppe continentali | Altre coppe | Altre coppe | Altre coppe | Totale | Totale | Totale |
| Stagione            | Squadra           | Comp            | Pres       | Reti       | Comp            | Pres            | Reti            | Comp               | Pres               | Reti               | Comp        | Pres        | Reti        | Pres   | Reti   |        |
| ------------------- | ----------------- | --------------- | ---------- | ---------- | --------------- | --------------- | --------------- | ------------------ | ------------------ | ------------------ | ----------- | ----------- | ----------- | ------ | ------ | ------ |
| 2018-2019           | San Martín (T)    | PD              | 4          | 0          | CA+CSL          | 0+1             | 0               |                    | -                  | -                  |             | -           | -           | 5      | 0      |        |
| gen. 2020-lug. 2020 | Avellino          | C               | 0          | 0          | CI-C            | 0               | 0               |                    | -                  | -                  |             | -           | -           | 0      | 0      |        |
| lug. 2020-ott. 2020 | Avellino          | C               | 0          | 0          | CI              | 0               | 0               |                    | -                  | -                  |             | -           | -           | 0      | 0      |        |
| 2021                | Unión             | TFA             | 27         | 1          | -               | -               | -               |                    | -                  | -                  |             | -           | -           | 27     | 1      |        |
| 2022                | Sportivo Belgrano | TFA             | 30+1       | 0          | -               | -               | -               |                    | -                  | -                  |             | -           | -           | 31     | 0      |        |
| Totale carriera     | Totale carriera   | Totale carriera | 61+1       | 1+0        |                 | 1               | 0               |                    | -                  | -                  |             | -           | -           | 62     | 1      |        |